# Zur Königsburg

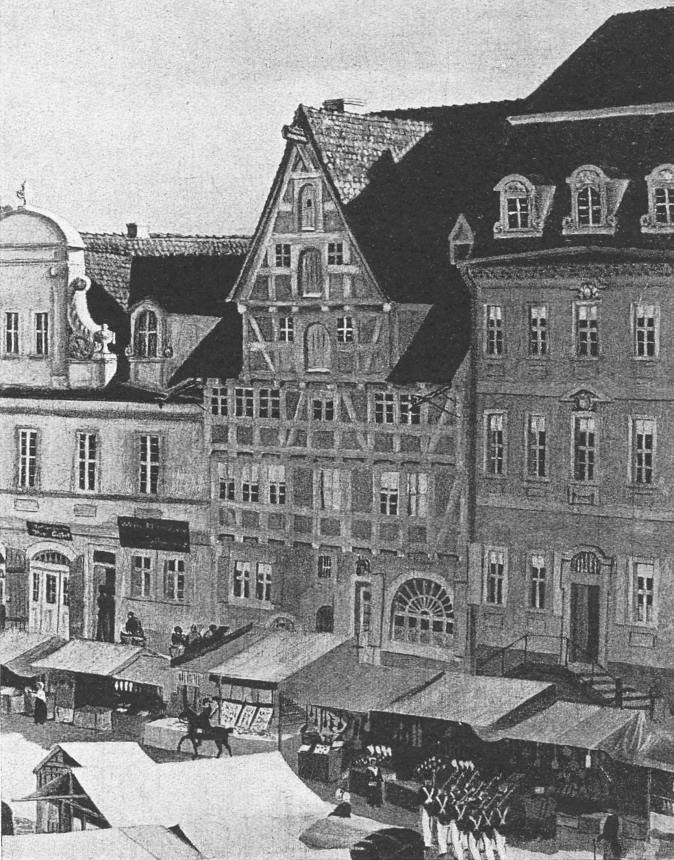
Haus Zur Königsburg, auf einem Gemälde von Emil Neide, um 1870

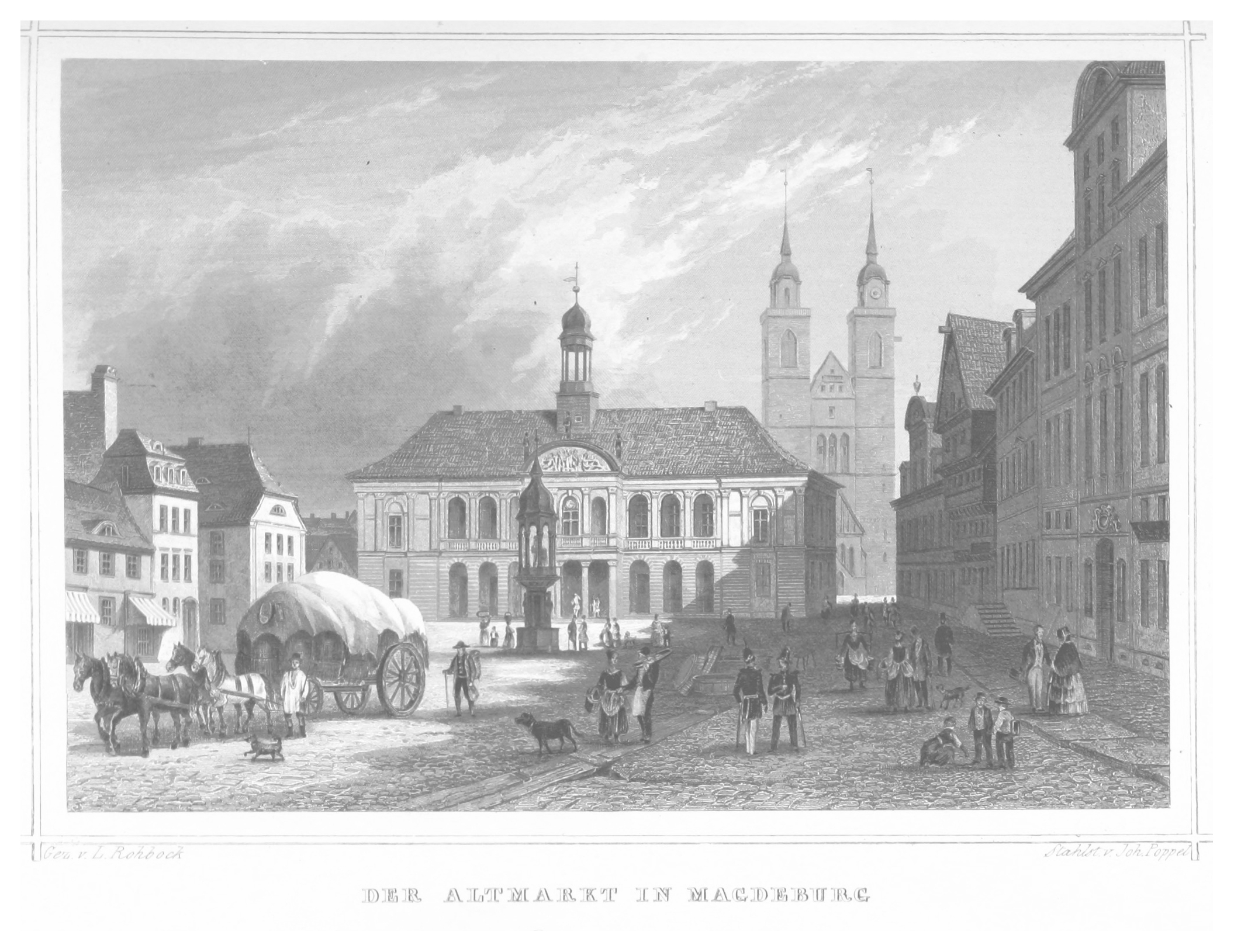
Ansicht des Alten Markts im Jahr 1852, Haus Zur Königsburg rechts

Das Haus Zur Königsburg war ein historisches Gebäude in Magdeburg im heutigen Sachsen-Anhalt. 

## Lage
Das Gebäude befand sich in der Magdeburger Altstadt auf der Südseite des Alten Markts an der ehemaligen Adresse Alter Markt 13. Östlich grenzte das Innungshaus der Gewandschneider an. Heute befindet sich an dieser Stelle in etwa das Wohn- und Geschäftshaus Alter Markt 5.

## Geschichte
Eine älteste Erwähnung des Hauses ist aus dem Jahr 1525 als Konnekenburg, im Sinne von Haus des Herrn Könnecke, überliefert. Hieraus entwickelte sich der spätere Name Königsburg. Das Gebäude diente über längere Zeit als Apotheke.
Im Jahr 1637 verkaufte die Witwe Peter Albrechts das wohl in Folge der Zerstörung Magdeburgs im Jahr 1631 leere Grundstück für 400 Taler an den Kaufmann Hans Harnischwischer. Harnischwischer bebaute das Grundstück, wohl schon in der Zeit bis 1651, neu. Nach seinem Tod im Jahr 1658 verkauften seine Erben das Gebäude schließlich 1671 für 662 Taler an den Seidenkramer Martin Nohr. 1692 veräußerte Nohr das Schenkhaus für 1600 Taler an den Handelsmann Hermann Stilke, der es 1694 für 1650 Taler an den aus Mannheim stammenden pfälzer Apotheker und Bürgermeister Theodor Timmermann verkaufte, der dort eine Apotheke der Pfälzer Kolonie einrichtete. Da sich vor dem Haus der Fischmarkt befand, erhielt sie den Namen Fischapotheke. Auch der Name Pfälzer Apotheke war gebräuchlich. Für 1701 ist auch die Bezeichnung Mannheimer Apotheke, für 1706 Reformierte Apotheke belegt. Timmermanns Witwe verkaufte die Apotheke im Jahr 1700 für 3000 Taler an den Sohn Johann Nikolaus Timmermann. Er wurde zuletzt 1711 erwähnt. 1718 verkaufte die Witwe des Apothekers Konrad Julius Münster das Gebäude an den Apotheker Johann Christoph Schilling. Andere Angaben geben an, dass die Apotheke an Schilling, der nicht Mitglied der Pfälzer Kolonie war, verpachtet wurde und Eigentümer der Schwiegersohn Timmermanns, Georg Sandrart gewesen sei. 1726 starb der Verpächter. Sein Erbe, der Schwiegersohn Sander bewirkte die Veränderung des erteilten Apothekerprivilegs von einem Personalprivileg in ein Realprivileg. Schilling erwarb ein eigenes Privileg, die Apotheke übernahm dann 1727 der auch zur Pfälzer Kolonie gehörenden Apotheker Georg Philipp Dohlhoff. 
Der Apotheker Ernst Daniel Pulmann leitete dann ab 1798 die Apotheke. Am 16. Dezember 1798 wurde unter Beteiligung Pulmanns die Magdeburger Apotheker-Konferenz als Interessenvertretung der Apotheker gegründet. Mit Beschluss des Gemeinderats vom 4. Oktober 1808 musste auch die Pfälzer-Apotheke einen jährlichen Kanon in Höhe von 40 Talern an die Stadtkämmerei zahlen. Die Jahreseinnahmen beliefen sich 1841 auf 7626 Reichsmark, 1842, auf 7394 Reichsmark und 1843 7710 Reichsmark. Noch bis 1848 war im Haus die Apotheke, zumindest ab 1809 unter dem Namen Engelapotheke, ansässig. Sie wurde dann in die Jakobstraße 18 verlegt. Andere Angaben nennen als spätere Adresse auch den Alten Markt 10. Während des Ersten Weltkriegs wurden vier Mitarbeiter der Apotheke zum Wehrdienst eingezogen, nur der Inhaber blieb im Dienst. Die Engel-Apotheke wurde an ihrem neuen Standort während des Zweiten Weltkriegs am 16. Januar 1945 zerstört.
Das Gebäude wurde vor 1874 abgerissen und durch einen Neubau ersetzt. Im Zweiten Weltkrieg wurde dieser Nachfolgebau zerstört. In der Zeit der DDR wurde der Bereich durch ein Wohn- und Geschäftshaus neu bebaut.

## Architektur
Im Erdgeschoss war das Gebäude massiv, im oberen Teil in Fachwerkbauweise ausgeführt. Ursprünglich war es nur zweigeschossig, in der Zeit nach 1701 erfolgte eine Aufstockung. Bemerkenswert war ein hoher zum Alten Markt ausgerichteter Fachwerkgiebel. Stilistisch unterschied sich der Aufbau jedoch nicht vom älteren Fachwerkteil. Zeitgenössisch wurde das Haus im 19. Jahrhundert als hübschestes und malerischstes seiner Art in Magdeburg bezeichnet.